# Albert Streich

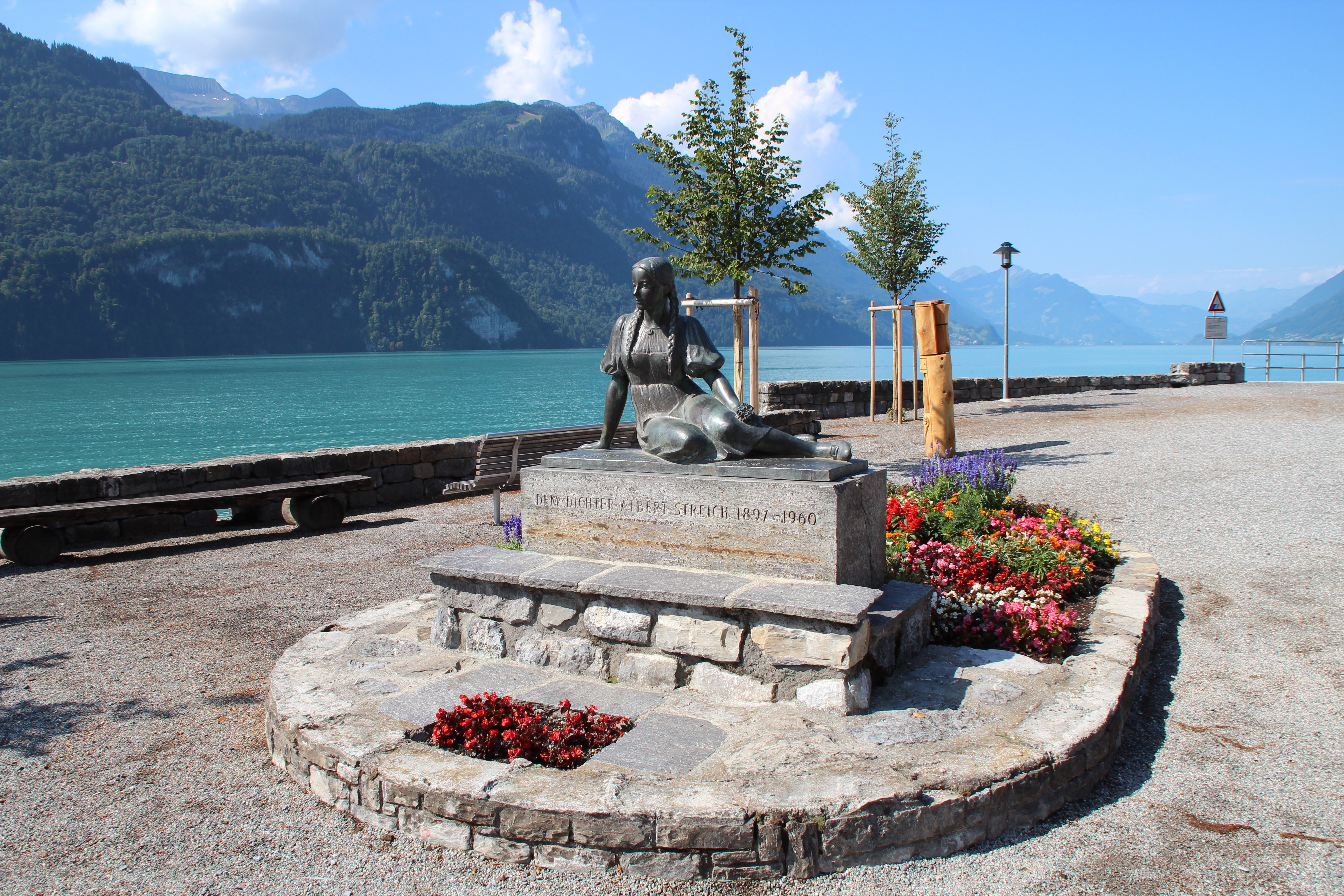
Figur zum Gedenken an Albert Streich aus dem Jahr 1969 von Arnold Huggler an der Seepromenade in Brienz

Albert Streich (* 26. Mai 1897 in Brienz; † 7. Dezember 1960 in Unterseen) war ein Schweizer Mundart-Schriftsteller.

## Leben
Aus einfachen Verhältnissen stammend, arbeitete Albert Streich als Hilfskondukteur, Wald- und Strassenarbeiter, Schnitzler, Inhaber eines Uhrensteinateliers, Hilfspolizist und ab 1949 auf dem Gemeindebüro in Brienz (den 1916 erlernten Beruf des Schriftsetzers konnte er wegen Bleiunverträglichkeit nie ausüben). 1924 heiratete er Rosa Mathyer (* 1904) von Brienz, mit der er vier Kinder hatte. In seiner Freizeit schrieb er zuerst Sagen, zum Teil in Balladenform, die ihn bekannt machten. 1956 erschien die Geschichte seiner Jugend (Tschuri) in hochdeutscher Sprache. Seine dichterische Begabung lag in seinen dichten lyrischen Versen in Brienzer Mundart. 1945 erhielt er für sein künstlerisches Schaffen den Literaturpreis des Kantons Bern und 1946 den Literaturpreis der Stadt Bern. Von der Schweizerischen Schillerstiftung wurde er 1951 «für seine heimatliche Lyrik», 1960 «für seine Mundartgedichte» mit je 1000 Franken ausgezeichnet.

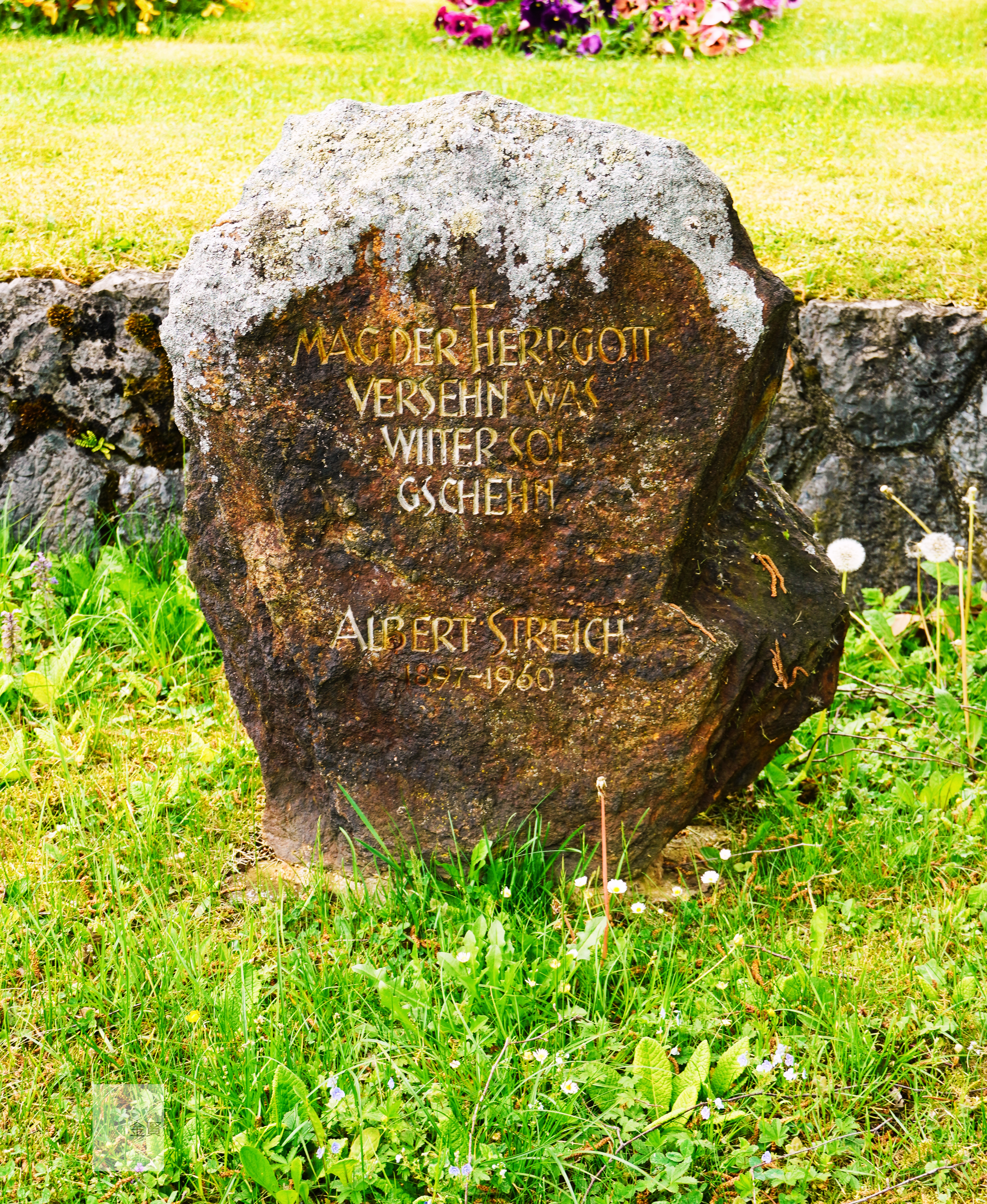
Grabstein von Albert Streich auf dem Friedhof Brienz

Streich wurde auf dem Friedhof Brienz beigesetzt.

## Werke
- 1938 – Brienzer Sagen, Schlaefli, Interlaken
- 1944 – Underwägs: Värsa in Brienzer Mundart, Schlaefli, Interlaken
- 1948 – Feehnn und andri Gschichtleni in Brienzer-Mundart, Francke, Bern
- 1956 – Tschuri, Gute Schriften, Bern
- 1958 – Sunnigs und Schattmigs: niww Brienzer Värsa, Francke, Bern
- 1961 – Der Heiwwäg: Värsa, Brügger, Meiringen
- 1970 – Gesammelte Werke Albert Streich:  Briensertiitsch Väärsa, Band 1, Francke, Bern
- 1978 – Gesammelte Werke Albert Streich:  Brienzer Sagen; Tschuri; Gedichte, mit einer Biographie von Erwin Heimann, Band 3, Francke, Bern
- 1980 – Gesammelte Werke Albert Streich:  Fehnn; Vom Briensersee z Wintersziit; Sunnesiits am Roothooren; Us enem Voortraag, Band 2, Francke, Bern